# St. Jürgen (Stargard)
St. Jürgen (auch St. Georgen) war ein Hospital und Armenhaus in Stargard in Pommern.

## Lage

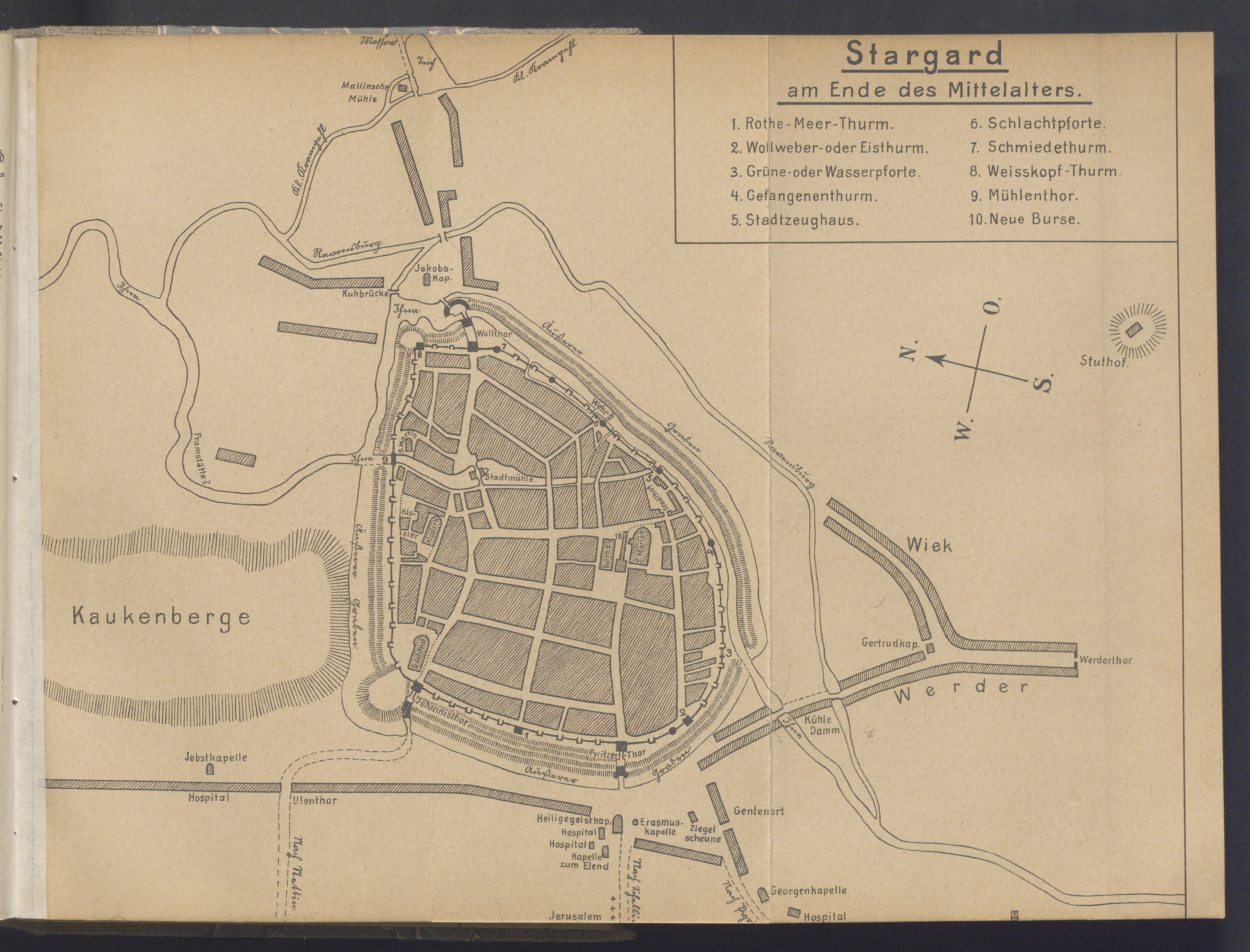
Stargard im 16. Jahrhundert, Georgenhospital ganz unten

Das Hospital lag südlich vor der mittelalterlichen Stadt an der Straße nach Pyritz vor dem Pyritzer Tor. Die genaue Lage wurde bisher nicht ermittelt, es sind keine baulichen Überreste erhalten.

## Geschichte
Von 1354 ist die älteste Erwähnung von St. Georg erhalten, als erstem erwähnten Hospital der Stadt, (früher als das wohl ältere Heilig-Geist-Hospital).
Es war wahrscheinlich für Personen mit ansteckendenden Krankheiten gegründet worden, wie andere Georgenhosoitäler auch, und wurde dann in ein Armenhaus umgewandelt. Es erhielt Zuwendungen vom Rat der Stadt und von Bürgern und hatte einigen Grundbesitz.
Im 17. Jahrhundert wurde die St. Jürgen-Kapelle zeitweise als Pfarrkirche für die evangelisch-reformierte Kirchengemeinde der Stadt genutzt, die dann aber in die Innenstadt umzog. Danach wurden dort nur noch gelegentlich Betstunden von einem Prediger der Heilig-Geist-Kirche gehalten, zu der sie kirchlich gehörte.
Das Armenhaus St. Jürgen bestand bis in das frühe 20. Jahrhundert, dann wurden die baufälligen Gebäude abgerissen. Die Bewohner zogen in ein neues Gebäude, gemeinsam mit dem Heilig-Geist-Hospital.
Dieses wurde dann wahrscheinlich 1945 aufgegeben.